# Giancarlo Bercellino
Giancarlo Bercellino (Gattinara, 1941. október 9. –) Európa-bajnok olasz labdarúgó, hátvéd. A sportsajtóban Bercellino I néven szerepelt, mert testvére Silvino Bercellino is labdarúgó volt. Apja Teresio Bercellino szintén első osztályú labdarúgó volt.

## Pályafutása

### Klubcsapatban
A Borgosesia csapatában kezdte a labdarúgást. Az 1960–61-es idényben az Alessandria együttesében mutatkozott be a felnőttek között. 1961-ben leigazolta a Juventus, ahol 1965-ben olasz kupát, az 1966–67-es idényben bajnokságot nyert a csapattal. 1965. június 23-án játszott a Vásárvárosok kupájának döntőjén Torinóban a Ferencváros ellen, ahol csapata 1–0-s vereséget szenvedett. Az 1969–70-es szezonban a Brescia labdarúgója volt és 1970-ben a Lazio csapatánál volt kölcsönjátékos, de bajnoki mérkőzésen nem szerepelt. Még ebben az évben visszavonult az aktív labdarúgástól.

### A válogatottban
1965 és 1968 között hat alkalommal szerepelt az olasz válogatottban. 1968-ban Európa-bajnok lett a válogatottal.

## Sikerei, díjai
Olaszország
- Európa-bajnokság
  - aranyérmes: 1968, Olaszország

 Juventus
- Olasz bajnokság (Serie A)
  - bajnok: 1966–67
- Olasz kupa (Coppa Italia)
  - győztes: 1965
- Vásárvárosok kupája
  - döntős: 1964–65